# .qa
.qa is het achtervoegsel van domeinen van websites uit Qatar.